# مالغوبك
مالغوبك (بالروسية: Малгобек) هي إحدى مدن روسيا في الكيان الفدرالي الروسي إنغوشيتيا.

## المناخ
يظهر الجدول التالي التغييرات المناخية على مدار السنة لمالغوبك:
| البيانات المناخية لـمالغوبك       | البيانات المناخية لـمالغوبك | البيانات المناخية لـمالغوبك | البيانات المناخية لـمالغوبك | البيانات المناخية لـمالغوبك | البيانات المناخية لـمالغوبك | البيانات المناخية لـمالغوبك | البيانات المناخية لـمالغوبك | البيانات المناخية لـمالغوبك | البيانات المناخية لـمالغوبك | البيانات المناخية لـمالغوبك | البيانات المناخية لـمالغوبك | البيانات المناخية لـمالغوبك | البيانات المناخية لـمالغوبك |
| الشهر                             | يناير                       | فبراير                      | مارس                        | أبريل                       | مايو                        | يونيو                       | يوليو                       | أغسطس                       | سبتمبر                      | أكتوبر                      | نوفمبر                      | ديسمبر                      | المعدل السنوي               |
| --------------------------------- | --------------------------- | --------------------------- | --------------------------- | --------------------------- | --------------------------- | --------------------------- | --------------------------- | --------------------------- | --------------------------- | --------------------------- | --------------------------- | --------------------------- | --------------------------- |
| متوسط درجة الحرارة الكبرى °م (°ف) | 0.5 (32.9)                  | 2.0 (35.6)                  | 7.4 (45.3)                  | 15.9 (60.6)                 | 22.0 (71.6)                 | 25.8 (78.4)                 | 28.1 (82.6)                 | 27.7 (81.9)                 | 22.4 (72.3)                 | 15.6 (60.1)                 | 8.1 (46.6)                  | 3.0 (37.4)                  | 14.9 (58.8)                 |
| المتوسط اليومي °م (°ف)            | −3.3 (26.1)                 | −2.2 (28.0)                 | 2.8 (37.0)                  | 9.8 (49.6)                  | 15.8 (60.4)                 | 19.6 (67.3)                 | 22.1 (71.8)                 | 21.6 (70.9)                 | 16.4 (61.5)                 | 10.2 (50.4)                 | 4.0 (39.2)                  | −0.7 (30.7)                 | 9.7 (49.4)                  |
| متوسط درجة الحرارة الصغرى °م (°ف) | −7.1 (19.2)                 | −6.4 (20.5)                 | −1.7 (28.9)                 | 3.8 (38.8)                  | 9.7 (49.5)                  | 13.5 (56.3)                 | 16.2 (61.2)                 | 15.5 (59.9)                 | 10.5 (50.9)                 | 4.9 (40.8)                  | 0.0 (32.0)                  | −4.3 (24.3)                 | 4.6 (40.2)                  |
| الهطول مم (إنش)                   | 26 (1.0)                    | 27 (1.1)                    | 35 (1.4)                    | 55 (2.2)                    | 85 (3.3)                    | 106 (4.2)                   | 83 (3.3)                    | 69 (2.7)                    | 50 (2.0)                    | 40 (1.6)                    | 36 (1.4)                    | 31 (1.2)                    | 643 (25.4)                  |
| المصدر:                           |                             |                             |                             |                             |                             |                             |                             |                             |                             |                             |                             |                             |                             |

## توأمة
لمالغوبك اتفاقيات توأمة مع:
- برست (10 مايو 2015 - )[8]

## أعلام
- أبو قتيبة المكي